# Henning Helgesson
Henning Helgesson (ur. 28 marca 1900 w Göteborgu, zm. 25 września 1986) – szwedzki piłkarz występujący na pozycji pomocnika, reprezentant Szwecji w latach 1923-1929, trener piłkarski.

## Kariera klubowa
Grę w piłkę nożną rozpoczął w klubie IK Virgo z rodzinnego Göteborga. W 1923 roku rozpoczął występy w Örgryte IS, gdzie nadano mu przydomek boiskowy „Charmören” (szw. „zaklinacz”). Przez 9 kolejnych sezonów występował z tym klubem na poziomie Svenska Serien i Allsvenskan. W sezonach 1923/24, 1925/26 oraz 1927/28 wywalczył tytuł mistrza Szwecji.

## Kariera reprezentacyjna
28 października 1923 zadebiutował w reprezentacji Szwecji w przegranym 1:2 meczu towarzyskim z Węgrami w Budapeszcie. 4 dni później w spotkaniu przeciwko Polsce (2:2) w Krakowie zdobył pierwszą bramkę w drużynie narodowej. Ogółem w latach 1923-1929 Helgesson rozegrał w reprezentacji 20 spotkań w których strzelił 2 gole.

## Kariera trenerska
Od 1928 roku pracował jako trener Halmstads BK, Trelleborgs FF oraz IFK Strömstad. Funkcję szkoleniowca łączył on z grą w Örgryte IS.

## Sukcesy
Örgryte IS
- mistrzostwo Szwecji: 1923/24, 1925/26, 1927/28